# Kerteminde
Kerteminde es una ciudad danesa en la isla de Fionia, en la costa del Gran Belt. Es la capital y mayor localidad del municipio de Kerteminde, en la región administrativa de Dinamarca Meridional. En 2013 tiene una población de 5.880 habitantes. Es el principal puerto pesquero de Fionia.

## Historia

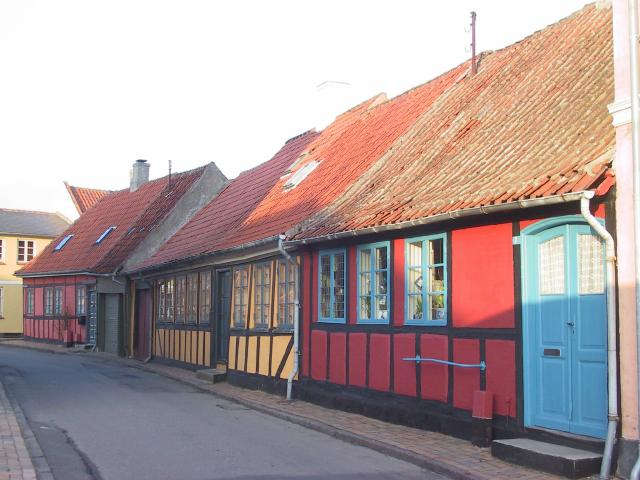
Casas antiguas.

El nombre de la ciudad aparece por primera vez en la historia en 1350 como Kertenemunde y significa "desembocadura del Kirta". Kirta es el nombre que antiguamente se daba al fiordo de Kerteminde.
Kerteminde surgió como un poblado pesquero. Fue la última localidad fioniana en recibir privilegios de ciudad comercial (købstad), en 1413. Desde el siglo XV, Kerteminde aprovechó su localización en el Gran Belt y las malas condiciones del puerto de Odense y sirvió de puerto de esta ciudad hasta el siglo XVII. Aunque esto último favoreció la economía de Kerteminde, la ciudad no creció significativamente.
La crisis de las ciudades danesas del siglo XVII y el establecimiento del puerto de Odense hacia 1800 ocasionaron el estancamiento económico de Kerteminde.
En el siglo XIX la actividad pesquera repuntó, y para el cambio de siglo Kerteminde era ya el mayor puerto pesquero de Fionia. La industrialización, que era incipiente a finales del siglo XIX, creció durante el siglo XX (fundición de metales, industria alimentaria), gracias a la conexión ferroviaria con Odense en 1900. La población ha crecido de manera lenta pero constante desde principios del siglo pasado, cuando contaba con poco menos de 2.500 habitantes. La cercanía de Odense ha limitado el desarrollo de la ciudad, pero al mismo tiempo ésta ha cobrado cierta relevancia turística.
El municipio de Kerteminde se creó en 1970 y en 2007 fue ampliado, lo que ha hecho de la administración pública una importante fuente de empleos.

## Cultura

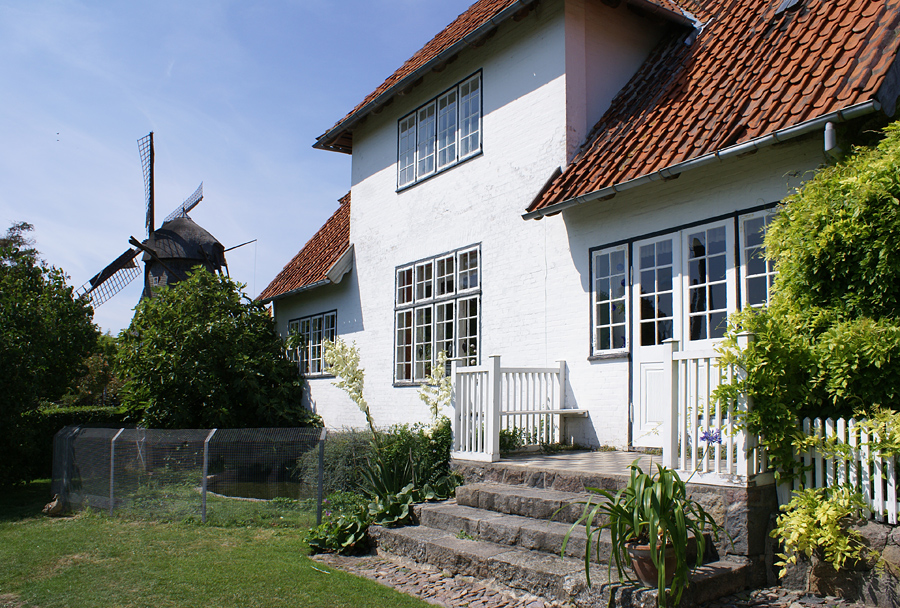
Museo Johannes Larsen con el molino Svanemøllen.

La iglesia de San Lorenzo es el principal templo luterano de Kerteminde. Fue construida en la segunda mitad del siglo XV en estilo gótico de ladrillos. Tiene un rico inventario renacentista y barroco. Otra iglesia es la iglesia de Emaús, también luterana, en estilo neogótico de 1869.
En el casco antiguo de la ciudad se conservan varias casas de ladrillos y de entramado de madera, que pertenecieron a comerciantes o a pescadores y datan de los siglos XVII y XVIII. Una de estas casas es Farvergården, construida hacia 1650, sede del museo local de Kerteminde.
Al sur del puente se encuentra Amanda, una estatua de granito de 1954 de una joven pescadera que representa una famosa canción y que se ha convertido en símbolo de la ciudad.
El Museo Johannes Larsen incluye la casa de principios del siglo XX que perteneció al artista oriundo de Kerteminde y a su esposa Alhed, así como el Svanemøllen (molino del cisne), un molino de viento del siglo XIX así llamado por su veleta en forma de cisne. La casa de Larsen, que sirvió también como aposento a una colonia de artistas, alberga hoy una importante colección de pinturas de la llamada escuela de Fionia, de la que Larsen fue la figura más prominente.
Al sureste de Kerteminde, en la orilla sur del fiordo se encuentra el museo de sitio del barco de Ladby, un famoso barco funerario vikingo del siglo X.
Fjord&Bælt es una atracción turística y al mismo tiempo una institución de investigación sobre la vida marina en aguas danesas. Destaca por sus marsopas en cautiverio.